# Georg Baumann (Parteifunktionär)
Georg Baumann (* 21. Juli 1927 in Oppeln) ist ein deutscher ehemaliger Funktionär der SED und der Vereinigung der gegenseitigen Bauernhilfe in der DDR. Er war von 1950 bis 1954 Kandidat des ZK der SED.

## Werdegang
Baumann wurde am 21. Juli 1927 im oberschlesischen Oppeln als Sohn eines Schlossers geboren. Nach dem Besuch der Volks- und Berufsschule wurde er 1944 zum Reichsarbeitsdienst eingezogen. Nach dem Kriegsende arbeitete er bis 1947 als Schlosser in Weimar. In dieser Zeit trat er 1945 in die KPD ein, 1946 wurde er mit der Zwangsvereinigung von SPD und KPD SED-Mitglied. 1947 delegierte die SED Baumann auf den ersten Zweijahreslehrgang an die Parteihochschule „Karl Marx“. Nach Ende des Studiums wurde er zunächst als Kulturleiter auf der Maschinen-Traktoren-Station Niedersachswerfen eingesetzt, um 1950 für einige Zeit als Kulturleiter an die MTS Magdala zu wechseln. Gleichzeitig war er in dieser Zeit Pressereferent der MTS-Landesverwaltung Thüringen. Auf dem III. Parteitag der SED im Juli 1950 wurde Baumann mit  knapp 23 Jahren als Kandidat in das ZK der SED gewählt. Kurz darauf wechselte er nach Erfurt, wo er bis zur Auflösung der Länder im Juli 1952 die hauptamtliche Funktion eines 1. Sekretärs des VdgB-Landesvorstandes Thüringen ausübte. Nach der Errichtung der Bezirksstrukturen in der DDR leitete er bis 1953 zunächst als 1. Sekretär den VdgB-Bezirksvorstand Erfurt. Zeitweise agierte er dabei auch als Sonderbeauftragter des Zentralkomitees der SED für den Bereich Landwirtschaft im Bezirk Erfurt. Noch im gleichen Jahr wurde Baumann als 1. Sekretär des VdgB-Bezirksvorstandes Neubrandenburg eingesetzt, in dieser Funktion gehörte er der SED-Bezirksleitung Neubrandenburg und ab 1954 auch als Kandidat des Büros an. Auf dem IV. Parteitag der SED im April 1954 wurde Baumann nicht wieder in das ZK gewählt.